# Santiago Phelan
Santiago Phelan (Buenos Aires, 31 de marzo de 1974) es un exjugador y entrenador argentino de rugby que se desempeñó como ala.

## Carrera
Debutó en la primera del CASI en 1992 con 18 años. En 1995 ganó el Torneo de Buenos Aires y el Torneo Nacional de Clubes, se retiró en 2003.

## Selección Argentina
Phelan fue convocado a los Pumas en 1997 y jugó en ella hasta 2003.

## Participaciones en la Copa del Mundo
Disputó su primer mundial en Gales 1999; Argentina inauguró el mundial ante Gales, siendo derrotado 23-18. Argentina saldría calificado mejor tercero en la fase de grupos, superando por primera vez dicha etapa y debería jugar un play-off contra Irlanda para clasificar a cuartos de final; los Pumas triunfarían 24-28 y luego serían eliminados del mundial por Les Bleus. Cuatro años más tarde, llegó Australia 2003 donde los Pumas no pudieron vencer al XV del trébol en un duelo clave por la clasificación a cuartos de final; fue su último mundial.
| Mundial                       | Sede      | Resultado        | PJ | Tries |
| ----------------------------- | --------- | ---------------- | -- | ----- |
| Copa Mundial de Rugby de 1999 | Gales     | Cuartos de final | 4  | 0     |
| Copa Mundial de Rugby de 2003 | Australia | Primera fase     | 4  | 0     |

## Carrera como entrenador
En 2004 debutó como entrenador del CASI, con el club de San Isidro consiguió ganar el Torneo de Buenos Aires de 2005. En 2008 con la renuncia de Marcelo Loffreda por motivos laborales, fue seleccionado como entrenador de los Pumas, ocupando el cargo hasta su renuncia en 2013.

## Palmarés
- Campeón del Torneo de la URBA de 1995.
- Campeón del Torneo Nacional de Clubes de 1995.

Como entrenador
- Campeón del Torneo de la URBA de 2005.